# Morten Østergaard Sørensen
Morten Østergaard Sørensen (født 12. oktober 1987 i Herning) er en tidligere dansk ungdomspolitiker, der var næstformand for Venstres Ungdom. En post han tiltrådte d. 20. september 2009.  
Sørensen blev student fra Herning Gymnasium i 2006 og studerede HA ved Aarhus Universitet, Handels- og IngeniørHøjskolen indtil 2015. I 2009 blev han opstillet som byrådskandidat for Venstre i Herning Kommune. Han blev aktiv i Venstres Ungdom i 2003, og var i perioden 2012-2014 landssekretær for Venstres Ungdom. I dag er han chef for fortaler i Kirkens Korshær.  